# Veronika Voss längtan
Veronika Voss längtan (originaltitel: Die Sehnsucht der Veronika Voss) västtysk svartvit dramafilm från 1982 i regi av Rainer Werner Fassbinder.

## Handling
Sportreportern Robert Krohn (spelad av Hilmar Thate) möter Veronika Voss (Rosel Zech), som tidigare varit framgångsrik skådespelerska vid Ufa. Veronika Voss är fången i sin egen drömvärld, där hon fortfarande är en framgångsrik skådespelare. Hon är beroende av en läkare som ger henne morfin.
Filmen har likheter med verklighetens Sybille Schmitzs sista levnadsår, samt Billy Wilders film Sunset Boulevard från 1950.

## Medverkande i urval
- Rosel Zech – Veronika Voss
- Hilmar Thate – Robert Krohn
- Cornelia Froboess – Henriette
- Annemarie Düringer – Dr. Marianne Katz
- Armin Mueller-Stahl – Max Rehbein
- Doris Schade – Josefa
- Erik Schumann – Dr. Edel